# Cryptoloba obsoleta
Cryptoloba obsoleta là một loài bướm đêm trong họ Geometridae.